# Ђорђе Давид
Ђорђе Николић (Београд, 5. новембар 1964) познат под уметничким именом Ђорђе Давид, српски је рок музичар и глумац.

## Каријера
Одрастао је у Павиљонима. Отац му је погинуо у саобраћајки када је имао 14 година.
Дипломирао је глуму на Факултету драмских уметности у Београду, у класи проф. Предрага Бајчетића, заједно са Аницом Добром, Гораном Радаковићем и Небојшом Бакочевићем.
Ђорђе Давид је био члан група Генерација 5, Ганг, Fuzzbox и Death saw. Он је и соло извођач. Глумио је у неколико филмова, телевизијских серија и позоришних представа. На позоришним фестивалима је освојио неколико награда.
Године 2018, постао је члан жирија у музичком такмичењу Звезде Гранда.
Јануара 2024. имао је саобраћајну несрећу у Северној Македонији, при чему је једна жена страдала.
12. априла 2025. наступио је на скупу 'Не дамо Србију' у организацији Александра Вучића, а поводом оснивања свенародног покрета за народ и државу.

## Филмографија
| Год.   | Назив                         | Улога               |
| ------ | ----------------------------- | ------------------- |
| 1980-е |                               |                     |
| 1982.  | Докторка на селу              | Игњатов унук        |
| 1984.  | Грозница љубави               | Игор                |
| 1986.  | Шмекер                        | Тип што даје пиштољ |
| 1987.  | Златна јабука и девет пауница | царевић             |
| 1988.  | Вук Караџић (ТВ серија)       | Лаза                |
| 1988.  | Тамна страна Сунца            | Певач               |
| 1988.  | Рођени сјутра                 | Лимун               |
| 1989.  | Сазвежђе белог дуда           |                     |
| 1990-е |                               |                     |
| 1994.  | Голи живот                    | (песма)             |
| 2010-е |                               |                     |
| 2017.  | Проклети пас                  | Криминалац          |
| 2017.  | Синђелићи                     | Власник секси шопа  |
| 2018.  | Војна академија               | Кадет 3             |

## Фестивали
- 1986. МЕСАМ - Цвет са лицем звери
- 1988. МЕСАМ - Погледај ме
- 1990. Београдско пролеће - Мој бол, награда за интерпретацију

## Дискографија
- Балкан (1995)
- Đorđe David & Fuzzbox (2001)